# Plethodon petraeus
Plethodon petraeus — вид хвостатих амфібій родини Безлегеневі саламандри (Plethodontidae). Вид є ендеміком США, де зустрічається лише у штаті Джорджія. Ареал приурочений до гір Пігеон. Мешкає у помірних лісах, серед скель та у печерах.